# Aykut Demir
Aykut Demir (* 22. Oktober 1988 in Bergen op Zoom) ist ein niederländisch-türkischer Fußballspieler.

## Karriere
Aykut Demir kam als Sohn türkischer Gastarbeiter in Bergen op Zoom zur Welt. Hier begann er in der Jugendmannschaft seines Ortsvereins SV DOSKO und wechselte, nachdem man auf ihn aufmerksam geworden war, zur Jugend von NAC Breda. Hier wurde er vom damaligen Trainer Ton Lokhoff zur Saison 2005/06 in den Profimannschaftskader involviert und kam so zu acht Eredivisie-Spielen. In den darauffolgenden Spielzeiten kam er selten zum Einsatz und fristete eher ein Reservistendasein.
Zur Winterpause der Saison 2007/08 wechselte er auf Leihbasis zum Ligakonkurrenten Excelsior Rotterdam. Für den Transfer war sein ehemaliger Trainer und Förderer Ton Lokhoff maßgeblich verantwortlich, der nun bei Excelsior tätig war. Bei Excelsior bekam er auf Anhieb ein Stammplatz. Nachdem der Verein den Klassenerhalt nicht schaffen konnte, wurde sein Leihvertrag um eine weitere Saison verlängert. In der zweithöchsten niederländischen Spielklasse, der Eerste Divisie konnte er sein Stammplatz nicht halten, wurde aber dennoch regelmäßig eingesetzt. Mit dem Verein gelang ihm nicht der direkte Wiederaufstieg und er trennte sich zum Saisonende vom Klub.
Da sein mit NAC Breda laufender Vertrag auslief und er in den niederländischen Ligen keine Perspektive mehr sah, nahm er das Angebot des türkischen Erstligisten Gençlerbirliği Ankara an und wechselte in die Türkei. Hier schaffte er auf Anhieb den Sprung in die Startelf und gehörte in seiner ersten Saison zu den Leistungsträgern seines Teams. Diese Leistung konnte er über die nächsten Spielzeiten beibehalten, sodass er mehrmals für die zweite Auswahl der türkischen Nationalmannschaft nominiert und mehrmals eingesetzt wurde.
Demir wechselte im Sommer 2013 innerhalb der Liga zu Trabzonspor.
Für die Saison 2016/17 lieh ihn sein Verein an den Ligarivalen Osmanlıspor FK aus. Ende August 2017 wurde nach gegenseitigem Einvernehmen mit Trabzonspor sein Vertrag vorzeitig aufgelöst. Gegen Ende der Sommertransferperiode 2017 wurde er vom Zweitligisten Giresunspor verpflichtet. Hier spielte er zwei Spielzeiten lang und zog anschließend innerhalb der TFF 1. Lig zu Büyükşehir Belediye Erzurumspor weiter.
Am 5. Oktober 2020 wechselte er vom Erstligaverein Büyüksehir Belediye Erzurumspor zum Zweitligaverein Boluspor. Er kehrte in der Saison 2020/21 zu Erzurumspor zurück. Seit 2022 steht er bei Ankara Keçiörengücü unter Vertrag.

### Nationalmannschaft
Aykut Demir fing früh an, für die türkischen Juniorennationalmannschaften aufzulaufen. Er durchlief über die Jahre die meisten türkischen Juniorennationalmannschaften. 2005 nahm der mit der türkischen U-17 an der U-17-Fußball-Weltmeisterschaft 2005 und belegte mit seiner Mannschaft den vierten Platz. Zum Kader gehörten Spieler wie Nuri Şahin und Deniz Yılmaz. 2006 nahm er mit der türkischen U-19 an der U-19-Fußball-Europameisterschaft 2006 teil und schied mit seinem Team bereits in der Gruppenphase aus.
Seit 2010 spielt er regelmäßig für die zweite Auswahl der türkischen Nationalmannschaft.
Im Rahmen des Turniers von Toulon 2012 wurde Demir im Mai 2012 für die zweite Auswahl der türkischen Nationalmannschaft berufen. Die türkische A2 nominierte hier für Spieler, die jünger als 23 Jahre waren, um die Altersbedingungen für das Turnier zu erfüllen. Die Mannschaft schaffte es bis ins Finale und unterlag dort der Auswahl Mexikos.
Im Rahmen eines Testspiels gegen die Dänische Nationalmannschaft am 14. November 2012, welches auch gleichzeitig das 500. Spiel der türkischen Nationalmannschaft war, wurde er das erste Mal in den Kader der Nationalmannschaft nominiert. Bei dieser Begegnung saß er auf der Ersatzbank und kam nicht zu seinem Länderspieldebüt. Er gab im Testspiel vom 19. November 2013 gegen die belarussische Nationalmannschaft sein Länderspieldebüt.

## Erfolge
Gençlerbirliği Ankara:
- TSYD-Pokal (3): 2010, 2011, 2012

Zweite Auswahl der Türkischen Nationalmannschaft:
- Vizemeisterschaft im Turnier von Toulon: 2012
- International Challenge Trophy: 2011–2013